# Przemysław Mysiala
Przemysław Mysiala (ur. 8 września 1982 w Zgierzu) – polski zawodnik mieszanych sztuk walki (MMA) wagi półciężkiej. Posiadacz brytyjskich pasów  mistrzowskich takich jak Angrrr Management, Ultimate Warrior Challenge oraz Extreme Brawl. Były mistrz rosyjskiej organizacji ProFC z 2011 roku. Były mistrz polskiej organizacji FEN z 2016. W latach 2019-2021 zawodnik największej polskiej federacji KSW.

## Życiorys
Pochodzący ze Zgierza, mieszka w Londynie od 2005 roku. Sportowe życie Mysiali zaczęło się w szkole podstawowej, gdzie trenował lekkoatletykę. Następnymi sportami były m.in. judo, boks i ćwiczenie na siłowni. Trudnym i skomplikowanym etapem w jego życiu było zaczęcie studiów; w tym czasie stracił brata z powodu raka. Przez tę sytuację było mu ciężko sobie poradzić, w wyniku czego zaczął sięgać po różne narkotyki, aby uśmierzyć ból. Jednak dzięki rodzicom i długiej terapii na odwyku, udało mi się pokonać ten nałóg, by powrócić i dokończyć studia. Półtora roku później postanowił wrócić do treningów przy wsparciu dziewczyny Magdy, z którą ma syna Juniora. Nowymi dyscyplinami, które zaczął uprawiać były to brazylijskie jiu jitsu i mieszane sztuki walki. Te sporty walki stały się jego największą pasją, która zajmuje jego wolny czas pomiędzy pracą a rodziną. Zaczął trenować BJJ i MMA ze swoim bardzo dobrym przyjacielem Radosławem Olczykiem, który przez wiele lat był panującym mistrzem świata i Europy w karate tradycyjnym. Na początku obaj we dwóch uczyli się technik z Internetu, jednak później dołączyli do nich inni ludzie i stworzyli zorganizowaną grupę. Z czasem Mysiala zadebiutował zawodowo w MMA, jednak przegrał dwie pierwsze walki MMA. Zaś kolejne dwie walki zakończyły się sukcesem i obie wygrał, po czym przeprowadził się do Londynu w Anglii. Po 3 latach ciężkich treningów w kraju, a następnie przeprowadzce do Wielkiej Brytanii, zaczął trenować w klubie Brazilian Top Team z ikoną BJJ – Zé Marcello, gdzie poszerzał swoją wiedzę i umiejętności do 2010 roku. Obecnie trenuje w klubie London Shootfighters. Podczas podróży z tym sportem poznał takich ludzi jak David Lee, Alexandre Izidro, Andrzej Ostapko, Paul Ivens, Alexis Demetriades i wielu innych, którzy podzielali jego pasję do tego sportu. Mysiala jest zdobywcą 7 mistrzowskich pasów w formule MMA, oraz czarnego w brazylijskim jiu jitsu.
W styczniu 2024 roku został zatrzymany i oskarżony o udział w gangu narkotykowym, za co groziła mu wieloletnia odsiadka. Miesiąc później brytyjski portal  Daily Mail, przekazał wydany wyrok dla Przemysława Mysiali, który został skazany na 7 lat więzienia. Po rocznej przerwie od czasu zatrzymania Mysiali, ten podpisał kontrakt z Global Fight League, co sugeruje jego opuszczenie aresztu.

## Kariera MMA

### Wczesna kariera i występy w Anglii
W zawodowym MMA zadebiutował w lutym 2004 roku na gali MMA Poland 4. W swoim debiucie przegrał z Krzysztof Gołaszewskim przez techniczny nokaut. Rewanżowy pojedynek z Gołaszewskim stoczył dwa miesiące później na kolejnej gali MMA Poland 5. I tym razem przegrał przez TKO.
Jeszcze w tym samym roku wyjechał do Wielkiej Brytanii i zamieszkał tam na stałe. Swój pierwszy pojedynek na wyspach brytyjskich stoczył w czerwcu 2005 roku na brytyjskiej gali Extreme Brawl 9 w Kent. Mysiala w pierwszej rundzie znokautował byłego uczestnika The Ultimate Fighter Rossa Pointona uderzeniem kolanem.
W 2006 przegrał pierwszą walkę w Wielkiej Brytanii z Brazylijczykiem Mario Neto na gali Cage Warriors. Po tej przegranej Mysiała zwyciężał sześciokrotnie oraz przed czasem. Passe sześciu wygranych przerwał przegrany pojedynek z Tomem Blackledgem przez techniczny nokaut wskutek rozcięcia, 5 sierpnia 2007.
31 maja 2008 roku zdobył pas mistrzowski organizacji Angrrr Management poddając Romana Webbera duszeniem zza pleców. Rok później został tymczasowym mistrzem organizacji Ultimate Warrior Challenge, pokonując Litwina Arunasa Andriuskevicusa przez poddanie (klucz na stopę).

### 2009-2013
Dwa tygodnie później wygrał z weteranem światowych ringów Francuzem Antonym Reą na Pancrase Fighting Championship. Jeszcze w tym samym roku zdobył kolejny pas tym razem organizacji Extreme Brawl, odprawiając przez techniczny nokaut Jamiego Hearna.
W 2010 roku wystąpił na mocno obsadzonej gali ADFC – Battle of the Champions w Abu Zabi. Przeciwnikiem Mysiali był były zawodnik UFC Neil Wain, z którym ostatecznie przegrał przez TKO pod koniec 2. rundy. W 2011 roku podpisał kontrakt z jedną z czołowych brytyjskich organizacji – Ultimate Challenge MMA. 6 sierpnia 2011 roku w swoim debiucie w UCMMA szybko poddał Chrisa Harmana przez kimurę.
10 grudnia 2011 roku stoczył zwycięski pojedynek o pas mistrzowski rosyjskiej organizacji ProFC pokonując przez TKO (ciosy pięściami) Szamila Tinagadijewa.
24 marca 2012 roku na gali BAMMA 9 przegrał z Holendrem Jasonem Jonesem przez TKO wskutek głębokiego rozcięcia. Na początku 2013 został włączony do turnieju wagi półciężkiej Bellator w którym zmierzył się w ćwierćfinale z byłą gwiazdą Strikeforce i jednocześnie faworytem turnieju Muhammedem Lawalem na gali numer 86. „Misiek” uległ Lawalowi przez TKO w 1. rundzie. Trzecią porażkę z rzędu zanotował w sierpniu na UCMMA 35 przegrywając na punkty z Carlem Kinslowem, który legitymował się w dzień ich walki ujemnym rekordem 2-5. Dopiero we wrześniu jeszcze tego samego roku przerwał fatalną serię przegranych pojedynków, poddając Lloyda Clarksona zawodnika na jednej z lokalnych gal w Anglii.

### FEN, Celtic Gladiator i ACB
Po prawie dziewięciu latach, wrócił do Polski. 20 maja 2016 roku na gali FEN 12: Feel The Force zmierzył się o pas mistrzowski FEN w wadze półciężkiej z Marcinem Zontkiem, którego poddał duszeniem zza pleców dwie sekundy przed końcem piątej, ostatniej rundy. Za to zwycięstwo otrzymał również podwójny bonus finansowy od organizacji, za poddanie oraz walkę wieczoru.
4 listopada 2016 na gali Celtic Gladiator X zmierzył się z Danielem Toledo. Wygrał walkę przez techniczny nokaut w 1 rundzie.
Kilka miesięcy później podczas Celtic Gladiator XII 20 maja 2017 roku poddał kimurą Dimitriego Boucheta.
Później stoczył jednorazową walkę dla ACA. Podczas ACA 63 1 lipca 2017 roku pokonał przez techniczny nokaut Wallysona Carvalho.

### KSW
14 września 2019 na KSW 50: London zadebiutował w najlepszej polskiej federacji KSW oraz skrzyżował rękawice z mistrzem Tomaszem Narkunem. Pojedynek w 1. rundzie zwyciężył Narkun który trafił Mysiale mocnym ciosem po czym ten padł na deski, ostatecznie jednak poddał Miśka duszeniem gilotynowym.
Drugi pojedynek dla polskiego giganta stoczył 5 gal później, zwyciężając wówczas z Chorwatem Stjepanem Bekavacem przez techniczny nokaut w 2. rundzie.
5 czerwca 2021 na wydarzeniu KSW 61: To Fight or Not To Fight, zawalczył z byłym pretendentem do pasa mistrzowskiego Ivanem Erslanem. Panowie początkowo mieli się spotkać na odwołanej gali KSW 53: Fight Code, jednak to wydarzenie zostało anulowane z powodu pandemii koronawirusa. Walka w nowym terminie zakończyła się już pierwszej rundzie, a zwyciężył ją Chorwat, technicznie nokautując Miśka w parterze.

### Niedoszły powrót do Contenders, PFL i Oktagon MMA
2 kwietnia 2022 miał bronić pas mistrzowski angielskiej federacji Contenders w kategorii półciężkiej, jednak starcie z gali Contenders 32 z Anglikiem, Danem Vinnittem nie doszła do skutku z nieznanych przyczyn.
Następnie 13 sierpnia 2022 zadebiutował dla Professional Fighters League. Podczas gali PFL 8: 2022 Playoffs w stolicy Walii (Cardiff) zawalczył z Anglikiem, Lee Chadwickiem. Uległ rywalowi jednogłośną decyzją sędziowską (30-27, 29-28, 29-28).
W 2023 roku dołączył do czesko-słowackiej organizacji Oktagon MMA. Debiut dla tej federacji miał odnotować 4 listopada w Manchesterze podczas gali Oktagon 48, gdzie miał zmierzyć się z nr 6 rankingu wagi ciężkiej Oktagon MMA, Stuartem Austinem. Przed wydarzeniem pojedynek odwołano.

### GFL i Babilon MMA
W styczniu 2025 roku, podpisał kontrakt z nowo powstałą organizacją Global Fight League. 
Pod koniec tego samego miesiąca ogłoszono, że także podpisał się z organizacją Babilon MMA i zawalczył 14 marca 2025 na gali Babilon MMA 51 w Ciechanowie. Jego rywalem został były sztangista Szymon Kołecki. Przegrał jednogłośną decyzją sędziów, którzy punktowali 2 x 30-25, 30-26 na korzyść rywala.

## Osiągnięcia

### Mieszane sztuki walki
- 2008: mistrz Angrrr Management w wadze półciężkiej
- 2009: tymczasowy mistrz Ultimate Warrior Challenge w wadze półciężkiej
- 2009: mistrz Extreme Brawl w wadze półciężkiej
- 2011: mistrz ProFC w wadze półciężkiej
- 2016: mistrz Shock n’ Awe w wadze ciężkiej
- 2016-2017: mistrz FEN w wadze półciężkiej
- 2019: mistrz Contenders w wadze półciężkiej

### Brazylijskie jiu-jitsu
- 2009: European Jiu-Jitsu IBJJF Championship – 3 miejsce w wadze otwartej (bez limitu wagowego), fioletowe pasy[45]
- 2010: Brązowy pas[46]
- ?: Czarny pas[47][11][12]
- 2023: ADCC British Open – 1 miejsce w wadze ciężkiej (+100 kg)[48]

## Lista zawodowych walk MMA
| Wynik     | Bilans  | Przeciwnik (bilans przed walką)    | Rozstrzygnięcie                      | Runda | Czas | Rozgrywki                                                   | Data       | Miejsce           | Uwagi                                                                                         |
| --------- | ------- | ---------------------------------- | ------------------------------------ | ----- | ---- | ----------------------------------------------------------- | ---------- | ----------------- | --------------------------------------------------------------------------------------------- |
|           |         | Kleber Raimundo Silva (22-14. 1NC) |                                      |       |      | Babilon MMA 54: Błachuta vs. Szczęsny                       | 27.09.2025 | Grudziądz         | [ 49 ]                                                                                        |
| Przegrana | 24-13-1 | Szymon Kołecki (11-1)              | Decyzja (jednogłośna)                | 3     | 5:00 | Babilon MMA 51: Kołecki vs. Mysiala                         | 14.03.2025 | Ciechanów         | Debiut w Babilon MMA. Main Event                                                              |
| Przegrana | 24-12-1 | Lee Chadwick (27-16-1)             | Decyzja (jednogłośna)                | 3     | 5:00 | PFL 8: 2022 Playoffs                                        | 13.08.2022 | Cardiff           |                                                                                               |
| Przegrana | 24-11-1 | Ivan Erslan (9-1. 1 NC)            | TKO (ciosy pięściami w parterze)     | 1     | 4:02 | KSW 61: To Fight or Not To Fight                            | 05.06.2021 | Gdańsk/Sopot      |                                                                                               |
| Wygrana   | 24-10-1 | Stjepan Bekavac (19-10)            | TKO (ciosy pięściami w parterze)     | 2     | 4:04 | KSW 55: Askham vs. Khalidov 2                               | 10.10.2020 | Łódź              |                                                                                               |
| Przegrana | 23-10-1 | Tomasz Narkun (16-3)               | Poddanie (duszenie gilotynowe)       | 1     | 4:03 | KSW 50: London                                              | 14.09.2019 | Londyn            | Walka o pas międzynarodowego mistrza KSW w wadze półciężkiej. Co-Main Event                   |
| Wygrana   | 23-9-1  | Yuri Andrey (8-11)                 | TKO (ciosy)                          | 5     | ?    | Contenders 26                                               | 18.05.2019 | Norwich           | Zdobył pas mistrza Contenders w wadze półciężkiej.                                            |
| Wygrana   | 22-9-1  | Wallyson Carvalho (8-2)            | TKO (ciosy pięściami)                | 1     | 2:03 | ACA 63                                                      | 01.07.2017 | Gdańsk/Sopot      | Debiut w ACA                                                                                  |
| Wygrana   | 21-9-1  | Dimitri Bouchet (4-4-1)            | Poddanie (dźwignia na rękę – kimura) | 1     | 3:45 | Celtic Gladiator XII                                        | 20.05.2017 | Essex             | Co-Main Event                                                                                 |
| Wygrana   | 20-9-1  | Daniel Toledo (6-3)                | TKO (ciosy pięściami)                | 1     | ?    | Celtic Gladiator X                                          | 04.11.2016 | Londyn            | Main Event                                                                                    |
| Wygrana   | 19-9-1  | Marcin Zontek (16-9)               | Poddanie (duszenie zza pleców)       | 5     | 4:58 | FEN 12: Feel The Force                                      | 20.05.2016 | Wrocław           | Debiut w FEN. Zdobył pas mistrza FEN w wadze półciężkiej. Bonus za poddanie i walkę wieczoru. |
| Wygrana   | 18-9-1  | Ryan White (11-6)                  | TKO (ciosy pięściami)                | 1     | 2:21 | Shock n’ Awe 22                                             | 16.04.2016 | Portsmouth        | Zdobył pas Shock n’ Awe w wadze ciężkiej.                                                     |
| Remis     | 17-9-1  | Anatoli Ciumac (4-8)               | Remis                                | 3     | 5:00 | Romanian Xtreme Fighting 20                                 | 19.10.2015 | Sybin             | Walka w kategorii otwartej (brak limitu wagowego).                                            |
| Wygrana   | 17-9    | Lloyd Clarkson (6-6)               | Poddanie (dźwignia na staw łokciowy) | 1     | 0:52 | Heat Sport                                                  | 12.10.2013 | Londyn            |                                                                                               |
| Przegrana | 16-9    | Carl Kinslow (2-5-1)               | Decyzja (jednogłośna)                | 3     | 5:00 | UCMMA 35                                                    | 03.07.2013 | Londyn            |                                                                                               |
| Przegrana | 16-8    | Muhammed Lawal (8-1)               | TKO (ciosy pięściami)                | 1     | 3:52 | Bellator 86                                                 | 24.01.2013 | Thackerville      | Debiut w Bellator MMA. Ćwierćfinał turnieju Bellator w wadze półciężkiej.                     |
| Przegrana | 16-7    | Jason Jones (16-9)                 | TKO (przerwanie przez lekarza)       | 1     | 3:51 | BAMMA 9                                                     | 24.03.2012 | Birmingham        |                                                                                               |
| Wygrana   | 16-6    | Szamil Tinagadijew (8-4)           | TKO (ciosy pięściami)                | 2     | 2:19 | ProFC GPG: Semifinals + Finals                              | 10.12.2011 | Rostów nad Donem  | Zdobył pas mistrzowski ProFC w wadze półciężkiej.                                             |
| Wygrana   | 15-6    | Chris Harman (2-3)                 | Poddanie (kimura)                    | 1     | 1:03 | UCMMA 22 – Warrior Creed                                    | 06.08.2011 | Londyn            |                                                                                               |
| Przegrana | 14-6    | Neil Wain (6-2)                    | KO (cios pięścią)                    | 2     | 4:02 | ADFC – Battle of the Champions                              | 14.05.2010 | Abu Dhabi         |                                                                                               |
| Wygrana   | 14-5    | Jamie Hearn (2-3)                  | TKO (ciosy pięściami)                | 1     | 2:00 | Extreme Brawl – Retribution                                 | 28.11.2009 | Londyn            | Zdobył pas mistrzowski Extreme Brawl w wadze półciężkiej.                                     |
| Wygrana   | 13-5    | Antony Rea (17-11)                 | Poddanie (kimura)                    | 1     | 2:00 | Pancrase Fighting Championship 1                            | 04.04.2009 | Marsylia          |                                                                                               |
| Wygrana   | 12-5    | Arunas Andriuskevicus (7-2)        | Poddanie (kimura)                    | 1     | 1:24 | Ultimate Warrior Challenge 9                                | 22.03.2009 | Southend-on-Sea   | Zdobył tymczasowy pas mistrzowski Ultimate Warrior Challenge w wadze półciężkiej.             |
| Wygrana   | 11-5    | Roman Webber (4-4)                 | Poddanie (duszenie zza pleców)       | 1     | 1:37 | Angrrr Management 16 – Hits Hard                            | 31.05.2008 | Thornbury         | Zdobył pas mistrzowski Angrrr Management w wadze półciężkiej.                                 |
| Przegrana | 10-5    | Valentino Petrescu (4-0)           | KO (cios pięścią)                    | 1     | ?    | Ultimate Warrior Challenge 5                                | 10.11.2007 | Anglia            |                                                                                               |
| Wygrana   | 10-4    | Matteo Piran (4-3)                 | Poddanie (dźwignia na staw łokciowy) | 1     | 4:02 | Angrrr Management 13 – Unlucky For Some                     | 13.10.2007 | Weston-super-Mare |                                                                                               |
| Przegrana | 9-4     | Tom Blackledge (7-4)               | TKO (rozcięcie)                      | 1     | 1:35 | Cage Gladiators 4                                           | 05.08.2007 | Peterborough      |                                                                                               |
| Wygrana   | 9-3     | Matteo Piran (4-2)                 | Poddanie (kimura)                    | 1     | 2:25 | Ultimate Warrior Challenge 4                                | 02.06.2007 | Anglia            |                                                                                               |
| Wygrana   | 8-3     | Lee Macguinness (0-0)              | TKO                                  | 1     | 2:26 | Intense Fighting                                            | 12.05.2007 | Peterborough      |                                                                                               |
| Wygrana   | 7-3     | Lance King (3-4)                   | KO (ciosy pięściami)                 | 1     | 2:12 | FX3 – Fight Night 4                                         | 10.03.2007 | Reading           |                                                                                               |
| Wygrana   | 6-3     | Chris Cooper (0-0)                 | Poddanie (duszenie trójkątne rękoma) | 1     | 0:33 | Cage Warriors Fighting Championship – Enter The Rough House | 09.12.2006 | Nottingham        |                                                                                               |
| Wygrana   | 5-3     | Tony Bentley (0-0)                 | Poddanie (duszenie zza pleców)       | 1     | 1:34 | Angrrr Management 11 – X-Mas Bash                           | 03.12.2006 | Weston-super-Mare |                                                                                               |
| Wygrana   | 4-3     | Ryan White (3-4)                   | TKO (ciosy pięściami)                | 2     | ?    | ZT Fight Night 2                                            | 25.06.2006 | Londyn            |                                                                                               |
| Przegrana | 3-3     | Mario Neto (6-3)                   | Poddanie (duszenie)                  | 1     | 4:52 | Cage Warriors Fighting Championship – Enter the Wolfslair   | 05.03.2006 | Liverpool         |                                                                                               |
| Wygrana   | 3-2     | Ross Pointon (3-3)                 | KO (uderzenie kolanem)               | 1     | ?    | Extreme Brawl 9                                             | 12.06.2005 | Kent              |                                                                                               |
| Wygrana   | 2-2     | Adam Grabowski (0-0)               | Poddanie (kimura)                    | 1     | ?    | MMA Sport 1                                                 | 18.03.2005 | Warszawa          |                                                                                               |
| Wygrana   | 1-2     | Andrzej Kosecki (0-0)              | Decyzja (niejednogłośna)             | 2     | 5:00 | Impact – Bełchatów                                          | 25.06.2004 | Bełchatów         |                                                                                               |
| Przegrana | 0-2     | Krzysztof Gołaszewski (1-0)        | TKO                                  | ?     | ?    | MMA Poland 5 – Eliminacje                                   | 24.04.2004 | Warszawa          |                                                                                               |
| Przegrana | 0-1     | Krzysztof Gołaszewski (0-0)        | TKO                                  | ?     | ?    | MMA Poland 4 – Eliminacje                                   | 28.02.2004 | Warszawa          |                                                                                               |